# 戒秀
戒秀（かいしゅう、生年不詳 - 長和4年閏6月12日（1015年7月30日））は、平安時代の日本の僧・歌人。肥後守・清原元輔の子で、姉妹に清少納言がいる。子に定額がいたとする系図がある。

## 経歴
比叡山・延暦寺の僧であったが、花山院に登用されて殿上法師となる。花山院は当時の一つの歌壇の中心の立場にあったことから、戒秀は和歌の才能によって使えていた面もあったと考えられている。寛弘元年（1004年）祇園社別当。同年閏9月4日に花山院の御使として藤原道長を訪ねている。
三条朝の長和4年（1015年）雷の直撃に遭い数日を経た閏6月12日に卒去。

## 人物
父・元輔と同じく戒秀も勅撰歌人として、『拾遺和歌集』『詞花和歌集』『続後撰和歌集』に各1首の合計3首が採られている。
- 亀山に いく薬のみ 有りければ 留むる方も なき別れかな（拾遺集・331番）
- 春ごとに 心をそらに なすものは 雲ゐに見ゆる 櫻なりけり（詞花集・26番）

『花山院歌合』にも和歌作品4首を留めている。
『今昔物語集』に、戒秀がある年配の受領の妻のもとにこっそり通っていたが、受領に見つかってしまい、受領の一計により祇園社で恥をかかされたという逸話がある。